# Mšec
Mšec (deutsch Kornhaus) ist eine Minderstadt in Tschechien. Sie liegt 14 Kilometer westlich von Slaný und gehört zum Okres Rakovník.

## Geographie

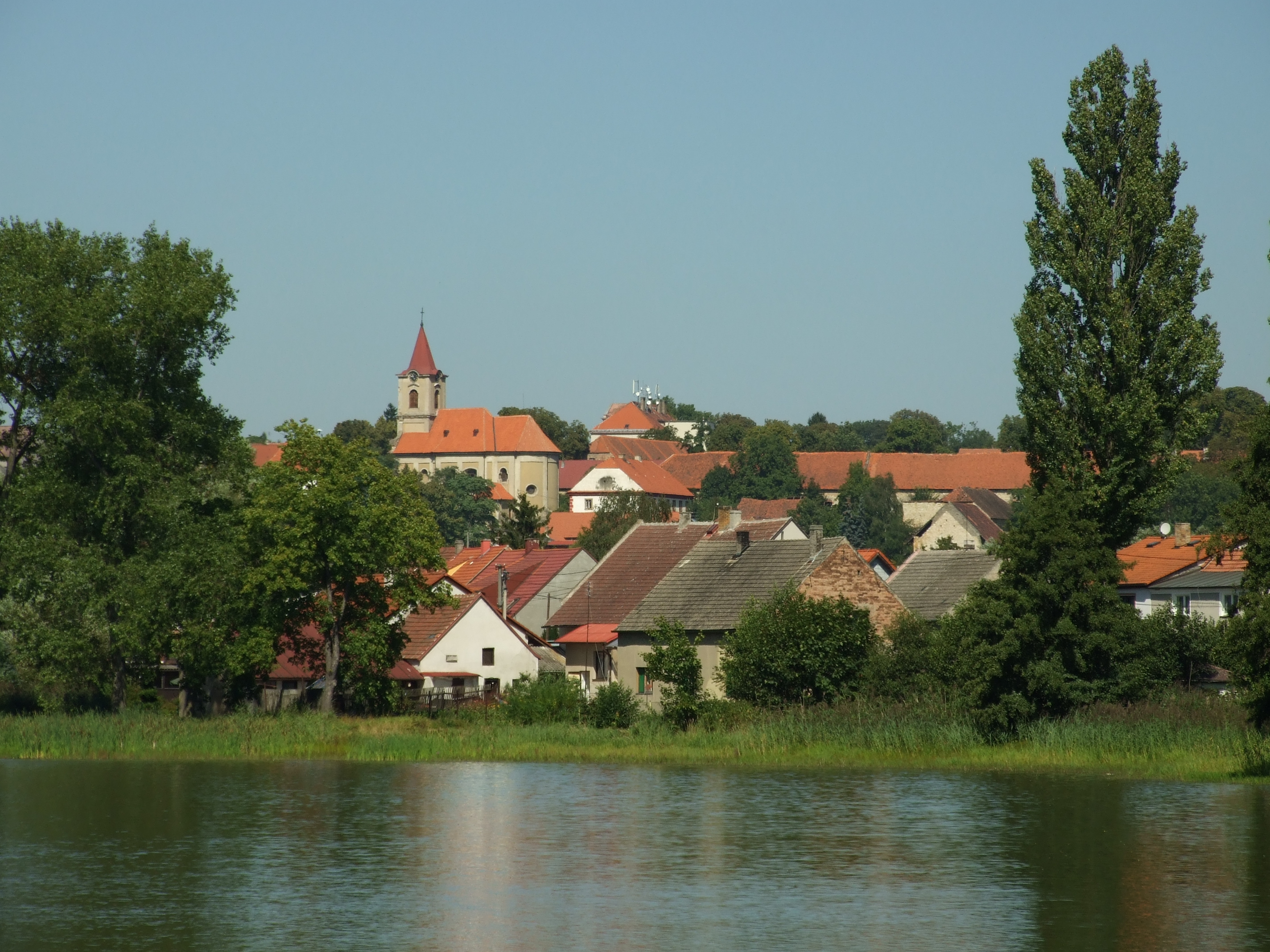
Blick über den Červený rybník auf Mšec

Mšec befindet sich in dem zum Džbán (Krugwald) gehörigen Hügelland Řevničovská pahorkatina im Naturpark Džbán. Das Städtchen liegt auf einem Hügel linksseitig über dem Tal der Loděnice, die südlich von Mšec in den Teichen Pilský rybník und Červený rybník gestaut wird. Nordöstlich erhebt sich die Šibenice (447 m), im Osten der Háj (439 m) sowie südlich die Kopanina (466 m),
In Mšec kreuzen sich die Staatsstraßen I/16 zwischen Slaný und Řevničov und II/237 zwischen Hořešovice und Nové Strašecí.
Nachbarorte sind Srbeč, Pod Lipou, Spálený Mlýn, Duhová Chaloupka und Hřešice im Norden, Pozdeň, Ostrov-Bor, Jedomělice, Ostrov, Hlína, Hvězda und Halda im Nordosten, Háj, Martinice, Myslivárna, Čanovice, Malíkovice und Ledce im Osten, Bažantnice, Červený Mlýn, Drnek, Hradečno, Nová Studnice, Lodenice und Čelechovice im Südosten, Mšecké Žehrovice, Lipina und Nové Strašecí im Süden, Třtice und Řevničov im Südwesten, Tok, Králka und Kalivody im Westen sowie Dučice, Přerubenice, Bdín und Milý im Nordwesten.

## Geschichte
Die erste schriftliche Erwähnung von Mssecz erfolgte im Jahre 1316 als Sitz des Vladiken Dcherz de Mssecz und seiner Tochter Zdenka, die bis 1318 nachweislich sind. Später kaufte Albrecht I. von Kolowrat das Gut von Karl IV. Seit 1352 ist in Mssec eine Pfarre und Kirche nachweislich. Im Jahre 1361 wurden die Grenzen zwischen den Albrecht I. von Kolowrat gehörigen Gütern Mssec und Zehrowicz mit der königlichen Burgherrschaft Křivoklát in einem Grenzvertrag fixiert. Wenig später ließ Albrecht I. die Feste erneuern und gab ihr den Namen Kornhauz. Der alte Ortsname Mssec kam danach außer Gebrauch, 1368 wurde Albrecht I. in einer lateinischen Urkunde als Albertus dictus Colowrat de Cornuss bezeichnet. Am 6. August 1380 überschrieb Albrecht I. bzw. sein gleichnamiger Sohn den Weinzehnt von Cornuss dem Augustinerkloster „Vallis beatae Virginis“ bei Ročov. Der Vorname Albrecht wurde unter den Herren von Kolowrat von Generation zu Generation weitergegeben; ab 1381 lebten auf Kornhauz mindestens drei Personen dieses Namens, von denen einer fortan als Albrecht der Älteste (Albrecht I.) und der andere als Albrecht der Ältere (Albrecht II.) zeichneten. Im Jahre 1384 rebellierten Albrecht und Jessek von Kolowrat zusammen mit Markwart von Wartenberg gegen König Wenzel IV. Nachdem die Feste Kornhauz zum Ausgangspunkt wiederholter Überfälle auf Kaufleute geworden war, ließ Wenzel IV. zwischen 1388 und 1390 den Raubritter Jessek von Kolowrat festsetzen und die Burg niederbrennen. Nach dem Tode Albrechts I. erbte 1391 dessen Sohn Mikeš, der die Linie der Kolowrat-Kornhauzský begründete, die Herrschaft Kornhaus. Ihm folgten ab 1392 Albrecht und Jan Kolowrat-Kornhauzský, die die Herrschaft Kornhaus bis 1408 gemeinschaftlich besaßen. Anschließend war Jan Kolowrat-Kornhauzský alleiniger Besitzer; er verstarb 1437, seine Tochter Elisabeth war mit dem Hussitenhauptmann Jan Roháč z Dubé verheiratet. Ab 1455 war Zbyněk Kornhauzský von Kolowrat Besitzer der Herrschaft. Dessen Sohn Heinrich rebellierte zum Ende des 15. Jahrhunderts und bezichtigte seinen alten Vater und seine Mutter Katharina von Dubá der Misswirtschaft. Zur Beilegung des Streites in der Linie Kolowrat-Kornhauzský traf sich 1503 in Mělník der Familienrat des Hauses Kolowrat, der beide Seiten zur Einstellung ihrer Feindseligkeiten zwang. Heinrich Kornhauzský von Kolowrat, der nach 1506 die Herrschaft geerbt hatte, bewirtschaftete sie jedoch auch nicht besser als seine Eltern und verkaufte sie bald für 7000 Schock Böhmische Groschen an seinen Verwandten, den Karlsteiner Burggrafen Mikeš Žehrovský von Kolowrat. Dieser verlegte seinen Sitz von Zehrowicz nach Kornhaus und vereinigte die Güter Zehrowicz und Kornhaus. Nach dessen Tode im Jahre 1510 fiel die Herrschaft Kornhaus Georg Bezdružický von Kolowrat zu, ihm folgte 1528 dessen Witwe Elisabeth von Vitzthum. Danach gehörte die Herrschaft zwischen 1536 und 1538 Wenzel Budowecz von Budowa, ihm folgte Dietrich Bezdružický von Kolowrat († 1547). Am 12. Oktober 1548 erbte dessen Neffe, der Hauptmann der Prager Neustadt, Ludwig Bezdružický von Kolowrat die Herrschaft Kornhaus mit dem Schloss, dem Hof, der Brauerei, der Mälzerei und dem Städtchen Kornhaus, den Dörfern Milý, Srby, Lhota, Žehrovice, Třtice, Honice, Třebichovice, Hořešovice, Lodenice und Kačice, den Wäldern bei Žehrovice, elf Teichen sowie dem Recht auf die Einkünfte aus den verpfändeten Dörfern Bdín und Pozdeň. Dies ist zugleich die erste Erwähnung von Kornhaus als Städtchen, wann die Privilegien erteilt wurden, ist unbekannt.
Im Jahre 1550 verkaufte Ludwig Bezdružický von Kolowrat einen Teil der Herrschaft mit den Dörfern um Kačice an den Besitzer der Herrschaft Muncifaj, Johann Bořita von Martinic. Nach 1555 verkauften seine beiden Söhne Jan und Zdislav Abdon Bezdružický von Kolowrat weitere Teile der überschuldeten Herrschaft, bei der letztlich nur das Städtchen Kornhaus und ein Edelhof in Třtice verblieben. 1569 veräußerten diese das Gut Kornhaus für 5875 Schock böhmische Groschen an Friedrich Mičan von Klinstein und Rostok auf Žehrovice. Im Jahre 1586 kaufte der Hauptmann des Schlaner Kreises, Matthias Stampach von Stampach das Gut für 55.000 Schock Meißnische Groschen. Er erweiterte seinen Besitz 1584 um die Dörfer Srbeč und Hřivčice; 1596 kaufte er noch Kalivody, im Jahr darauf Přerubenice und schließlich 1613 noch Mašťov hinzu. Matthias von Stampach ließ in Kornhaus ein neues Schulhaus errichten, für die Kirche eine große Glocke gießen und die Feste zu einem zweigeschossigen Renaissancebau mit der Schlosskapelle Nativitatis Christi (Geburt Christi), einer herrschaftlichen Antiquitätensammlung und Bibliothek umgestalten. Im Schlossgarten ließ er ein Lusthaus errichten, das bis 1678 bestand. Des Weiteren entstanden zu seiner Zeit eine Fasanerie, ein Tiergarten, ein Kräutergarten, Obstgärten, Hopfengärten, ein Gasthaus, eine Mühle, eine Sägemühle und eine Ziegelei. Da Matthias von Stampach kinderlos blieb, fiel die Herrschaft 1615 seinem Neffen Jan Rejchart zu. Dieser gehörte während des Ständeaufstand von 1618 dem Direktorium der Stände an und war auf Schloss Kornhaus mehrfach Gastgeber für König Friedrich I. Nach der Schlacht am Weißen Berg wurde Jan Rejchart von Stampach zum Verlust der Hälfte seiner Güter verurteilt und die Herrschaft Kornhaus 1622 konfisziert. 1623 verpfändete die Hofkammer die Herrschaft zunächst an Elisabeth Popel von Lobkowicz. Im selben Jahre wurde Kornhaus gegen eine Schuld von 87.932 Schock meißnischen Groschen an Wratislaw Reichsgraf von Fürstenberg, Heiligenberg und Werdenberg überschrieben, wobei sich Kaiser Ferdinand II. das Jagdrecht selbst vorbehielt. Jan Rejchart von Stampach, der nach dem Erlass der Verneuerten Landesordnung 1628 nach Annaberg emigriert war, kehrte 1631 mit einem kursächsischen Heer nach Böhmen zurück und bemächtigte sich seines früheren Besitzes. Er wurde wieder aus Böhmen vertrieben und verlor 1634 wegen seiner Invasion auch die ihn verbliebenen böhmischen Güter. 1633 bewilligte Ferdinand II. den Besitzern der Herrschaft Kornhaus, den jährlichen Abschuss von je sechs Hirschen und Wildschweinen in ihren Wäldern, später auch von sechs Rehen. Nach dem Tode Wratislaws von Fürstenberg erbte 1634 seine Witwe Lavinia Gonzaga von Novellara die Herrschaft. Nachdem diese in zweiter Ehe Otto Friedrich von Harrach geheiratet hatte, brach zwischen den Grafen von Fürstenberg und Otto Friedrich von Harrach ein Erbstreit aus. Bei dessen Beilegung wurde die Herrschaft Kornhaus 1639 den aus der Ehe mit Lavinia Gonzaga stammenden Kindern Wratislaws zugesprochen. Nachdem Franz Wratislaw von Fürstenberg 1641 im Alter von zehn Jahren verstorben war, fiel das Erbe seiner Schwester Marie Eleonore Katharina, verheiratete Reichsgräfin von Hohenems zu. Sie stiftete 1655 in Kornhaus ein Spital für ehemalige Bedienstete, das je zwei Plätze für Männer und Frauen bot. Eleonore Katharina von Hohenems verkaufte 1662 die Herrschaft Kornhaus zusammen mit dem fürstenbergischen Haus am Hradschin für 60.000 Gulden an Johann Adolph von Schwarzenberg, der am 14. Juli 1670 in den Reichsfürstenstand erhoben wurde. Seit 1667 werden in Kornhaus die Matrikeln geführt. Der Hauptmann der Herrschaft Kornhaus, Elias Heidelberger von Heidelberg, ließ 1681 für die Herrschaft Kornhaus ein Urbar anlegen; das 613-seitige in alttschechischer Sprache verfasste Verzeichnis befindet sich heute im Archiv auf Schloss Třeboň. Im selben Jahre wurden die Kirche und das Pfarrhaus durch einen Brand zerstört. Infolgedessen war die Pfarre Kornhaus bis 1759 nach Srbeč verlegt. 1683 erbte dessen Sohn Ferdinand zu Schwarzenberg die Herrschaft. Er kaufte am 24. Mai 1692 das Gut und den Lehnhof Kaunowa sowie das Gut Welhotten von Philipp Ludwig Wenzel von Sinzendorf hinzu. 1703 erbte Adam Franz zu Schwarzenberg den Besitz; ihm folgte ab 1732 dessen Sohn Joseph I. zu Schwarzenberg, der 1780 die Güter Kaunowa und Welhotten der Herrschaft Kornhaus zuschlug und diese zum Familienfideikommiss erhob. Im Laufe des 17. und 18. Jahrhunderts ging der einst reichhaltige Wildbestand der Kornhauser Wälder immer mehr zurück. 1720 wurde der letzte Wolf, 1764 der letzte Luchs, 1770 das letzte Schwarzwild, 1776 die letzte Wildkatze und 1787 der letzte Hirsch geschossen. Von den einst vier Fasanerien bestand nur noch die Kornhauser; die Fasangärten Srbče (1727), Kalivody (1733) und Lodenice (1780) waren aufgeben und in Wiesen- oder Ackerland umgewandelt worden. Nachdem 1780 die Kirche wiederaufgebaut und ein neues Pfarrhaus errichtet worden war, wurde die Pfarrei wieder von Srbeč nach Kornhaus zurückverlegt. Nachfolgende Besitzer waren ab 1782 Johann I. zu Schwarzenberg, ab 1789 Joseph II. zu Schwarzenberg und ab 1833 dessen ältester Sohn und Fideikommisserbe Johann Adolf II. zu Schwarzenberg. Kaiser Joseph II. erteilte dem Städtchen am 21. August 1788 das Privileg für drei Jahrmärkte. Beim Großfeuer von 1811 wurde das gesamte Städtchen mit Ausnahme von zwei Häusern, dem Schloss und der Kirche ruiniert. Der Glockenturm wurde dabei zerstört, die von Matthias von Stampach 1601 gestiftete Glocke überstand den Brand ohne Schäden. Das Armeninstitut wurde 1826 eingerichtet.
Im Jahre 1843 umfasste die Fideikommissherrschaft Kornhaus mit dem Lehngut Kaunowa eine Nutzfläche von 11.951 Joch 861 Quadratklafter; davon entfielen 9899 Joch 1543 Quadratklafter auf die Herrschaft Kornhaus und 2051 Joch 918 Quadratklafter auf das Gut Kaunowa mit Welhotten. Auf dem Territorium lebten 4339 Menschen, darunter zwei jüdische Familien. Die Bevölkerung der Herrschaft Kornhaus war tschechischsprachig, die des Gutes Kaunowa deutschsprachig. Die Haupterwerbsquelle bildete die Landwirtschaft, insbesondere das Gut Kaunowa war ein Zentrum des Hopfenbaus. In Kornhaus, Žehrowitz, Přerubenitz und Srbec bewirtschaftete die Obrigkeit vier Meierhöfe, zu den Höfen Kornhaus und Žehrowitz gehörten Schäfereien. Der Meierhof Kaunowa war verpachtet und der Meierhof Welhotten emphyteutisch an die Herrschaft Citolib verkauft. Die Kornhauser Wälder hatten eine Ausdehnung von 3792 Joch 640 Quadratklafter und waren in das Kornhauser oder Schloßrevier, das Přerubenitzer Revier, das Srbečer Revier und das Horeschowitzer Revier eingeteilt. Zum Gut Kaunowa gehörte eine Waldfläche von 1816 Joch 434 Quadratklafter, die in zwei, mit den Wäldern der Herrschaft Postelberg vereinigte Forstreviere – das Kaunower und das Welhottner Revier – eingeteilt waren und vom Waldbereiter in Nečenitz (Nečemice) bewirtschaftet wurden. Die Fasanerie war unbesetzt. Steinkohlenbergbau wurde bei Millay, Duschitz (Dučice), Kaunowa und Hřessitz (Hřešice) betrieben, der Herrschaft gehörten davon zwei Gruben in Duschitz und Kaunowa. Größtes Unternehmen war die Cichorien-Kaffee-Fabrik von Aloys Löbl in Kaunowa. Zur Herrschaft Kornhaus gehörten der Markt Kornhaus, die Dörfer Žehrowitz, Lodenitz, Srbeč, Bdin, Kaliwod, Milay, Přerubenitz, Dutschitz (Dučice), Čelechowitz (Čelechovice), Groß-Horeschowitz und Hřessitz sowie neun Häuser von Hřisskow und zwei Häuser von Kwilitz. Zum Gut Kaunowa gehörten die Dörfer Kaunowa und Wellhotten.
Der an der Karlsbader Poststraße gelegene untertänige Markt Kornhaus bestand aus 118 Häusern mit 1045 Einwohnern, darunter einer jüdischen Familie. Unter dem Patronat der Obrigkeit standen die Pfarrkirche St. Katharina, die Pfarrei und die Schule. Außerdem gab es im Ort ein obrigkeitliches Schloss mit der Wohnung und Kanzlei der Amtsdirektors, einen dominikalen Meierhof, ein dominikales Branntweinhaus mit Pottaschensiederei sowie einen aufgelassenen dominikalen Fasangarten. Abseits lagen die Rote Mühle (Červený Mlýn), das obrigkeitliche Fischmeistershaus, die dominikale Ziegel- und Kalkbrennerei, das dominikale Oberjägerhaus, eine Brettmühle (Pilský Mlýn), eine Schäferei mit Wohnhaus, die Mleynsker Mühle und eine Windmühle. Kornhaus war Pfarrort für Lodenitz und Žehrovice. Bis zur Mitte des 19. Jahrhunderts war Kornhaus der Amtssitz der Fideikommissherrschaft Kornhaus mit Kaunowa.
Nach der Aufhebung der Patrimonialherrschaften bildete Kornouz / Kornhaus ab 1850 eine Marktgemeinde im Bezirk Rakonitz und Gerichtsbezirk Neustraschitz. 1868 wurde Kornouz dem Bezirk Schlan zugeordnet. Seit dem Ende des 19. Jahrhunderts wird Mšec als tschechischer Ortsname verwendet. 1890 lebten in den 170 Häusern von Mšec 579 Männer und 630 Frauen. Die aus 1208 Tschechen und einem Deutschen bestehende Einwohnerschaft war mit Ausnahme von vier Juden durchweg katholisch. Im Jahre 1932 hatte das Städtchen Mšec 1059 Einwohner. Zu Beginn der 1950er Jahre verlor Mšec den Status als Městys. 1949 wurde Mšec dem Okres Nové Strašecí zugeordnet, seit dessen Aufhebung im Jahre 1960 gehört die Gemeinde zum Okres Rakovník. Am 10. Oktober 2006 erhielt Mšec seinen Status als Městys zurück. Mšec ist heute ein Hopfenbauort.

## Ortsname
Der ursprüngliche Name Mssecz leitet sich vom alttschechischen Wort für Moos her. Ab 1368 wurde dieser Ortsname von Cornuss bzw. Kornhauz verdrängt, woraus sich im Laufe der Zeit die Namensformen Kornouz und Kornhaus entwickelten. Nach Ansicht von Antonín Profous leitet sich der neue Name von der obermittelhochdeutschen Bezeichnung Kornhûs für einen Kornspeicher ab. Die Pfarrchronik enthält eine Bemerkung, wonach der neue Name Garnhaus gewesen sein soll und von der Aufbewahrung der Jagdgarne Wenzels IV. auf dem Jagdschlösschen herrühren soll. Das im tschechischen Sprachgebiet gelegene Städtchen wurde bis in die zweite Hälfte des 20. Jahrhunderts auch in tschechischen Schriften als Kornhaus, Kornhauz bzw. Kornouz. bezeichnet. In der zweiten Hälfte des 20. Jahrhunderts wurde der historische Name Mšec wiederentdeckt.

## Gemeindegliederung
Für die Minderstadt Mšec sind keine Ortsteile ausgewiesen. Mšec besteht aus den Grundsiedlungseinheiten Háj und Mšec (Kornhaus). Außerdem gehören zu Mšec die Einschichten Bažantnice und Červený Mlýn.

## Sehenswürdigkeiten

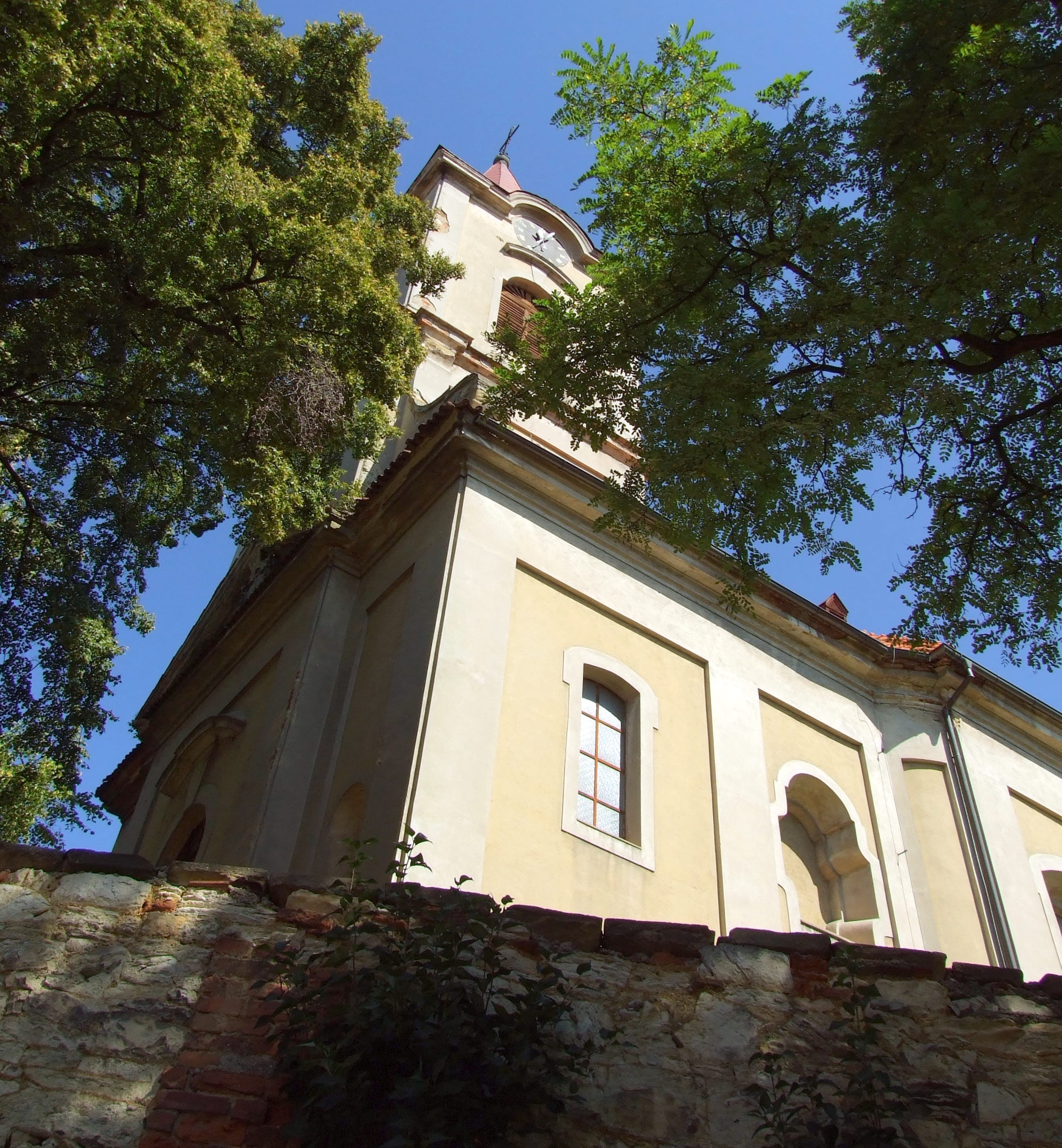
Kirche der hl. Katharina

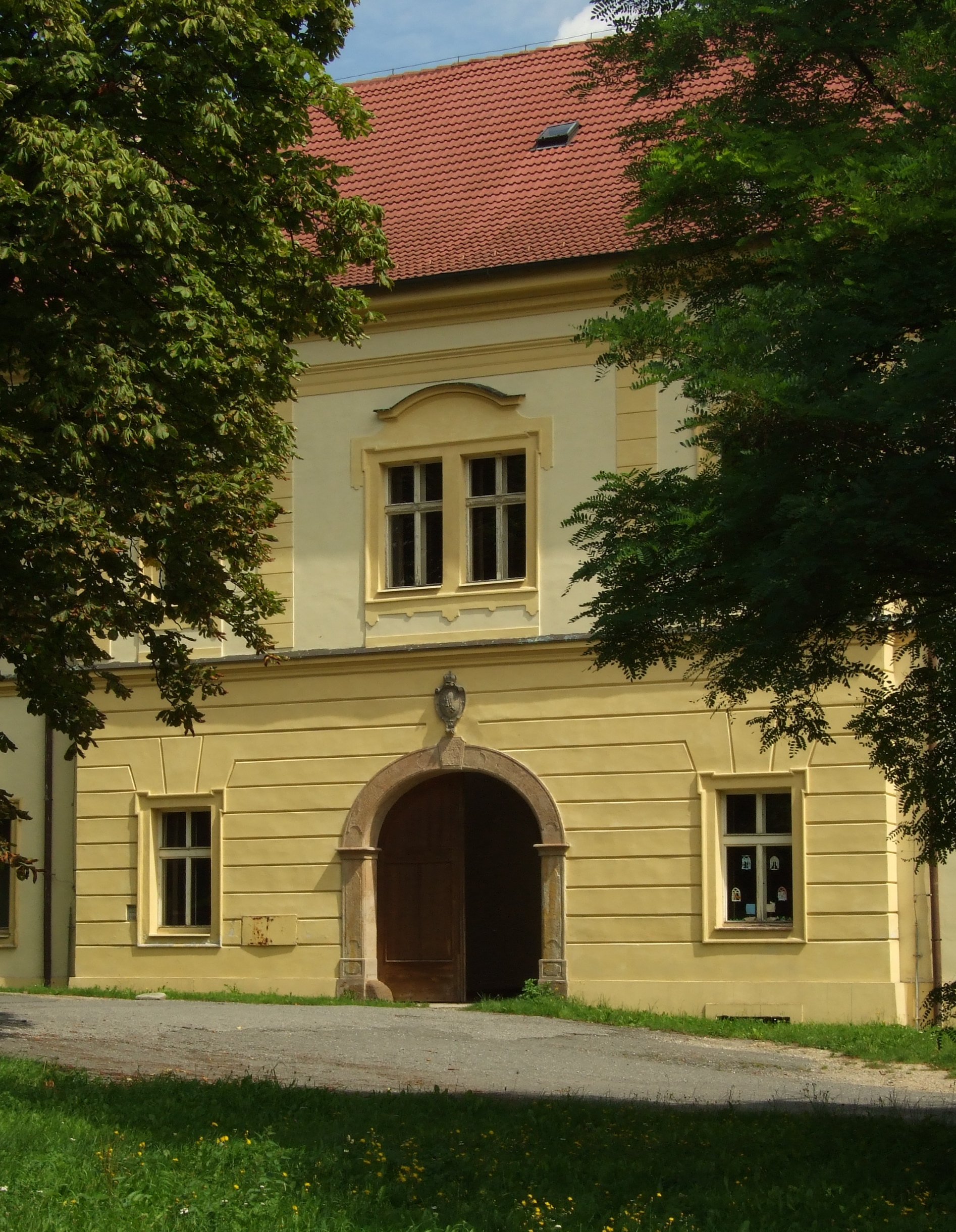
Portal des Schlosses Kornhauz

- Schloss Kornhauz, es entstand 1613 als Renaissancebau an Stelle einer mittelalterlichen Feste. Der Turm wurde 1664 wegen Einsturzgefahr abgetragen. Im Jahre 1675 erfolgte eine barocke Umgestaltung. Nachfolgend erfolgte eine Vielzahl von Reparaturen und Sicherungsarbeiten, weil die Hauptmauern auf Plänerkalk errichtet und nicht gegründet waren. Seine heutige Gestalt erhielt der dreiflügelige zweigeschossige Bau bei der Erweiterung von 1770 bis 1773. Umgeben wird er von einem Schlosspark. Im Schloss befand sich das Archiv der Fürsten Schwarzenberg, es wurde im 20. Jahrhundert auf das Schloss Wittingau verlegt. Heute wird ein Teil des Schlosses als Schule genützt.
- Barocke Kirche der hl. Katharina von Alexandrien, erbaut 1779–1780 anstelle eines 1681 ausgebrannten Vorgängerbaus. Dabei wurde die alte Grablege in der Krypta beseitigt und die Gebeine, darunter die von Matthias von Stampach in einer Ecke vergraben; die zwei Zinnsärge wurden versteigert. Der Kirchturm wurde 1823 erneuert.
- Pfarrhaus, erbaut 1780
- Kapelle des hl. Johannes von Nepomuk
- Trinkwasserquelle im Ortszentrum
- Teiche Jopát, Vítovský rybník, Pilský rybník und Červený rybník südlich des Ortes. Der größte davon ist der Červený rybník mit einer Wasserfläche von 22,22 ha.

## Söhne und Töchter der Gemeinde
- Jaroslav Herda (1859–1881), Dichter; sein Vater war Schwarzenbergischer Fischmeister in Červený Mlýn
- Adolf Brabec (1875–1928), Schriftsteller